# Manželská klec
Manželská klec (v anglickém originále Married Life) je americký kriminální film z roku 2007. Režisérem filmu je Ira Sachs. Hlavní role ve filmu ztvárnili Pierce Brosnan, Chris Cooper, Patricia Clarkson, Rachel McAdams a David Wenham.

## Obsazení
| Pierce Brosnan      | Richard Langley |
| Chris Cooper        | Harry Allen     |
| Patricia Clarkson   | Pat Allen       |
| Rachel McAdams      | Kay Nesbitt     |
| David Wenham        | John O´Brien    |
| Annabel Kershaw     | slečna Jones    |
| Sheila Paterson     | paní Walsh      |
| David Richmond-Peck | Tom             |